# Первая уставная грамота БНР

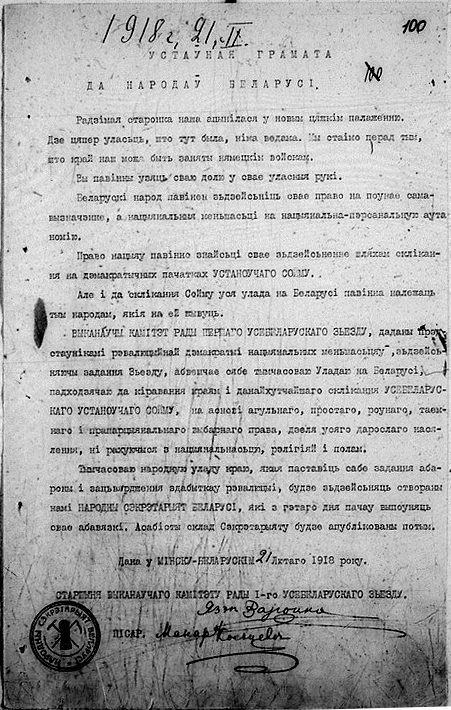
Первая уставная грамота БНР.

Первый Уставная грамота к народам Беларуси (бел. Першая Устаўная грамата да народаў Беларусі) — юридический и политический акт, принятый Исполнительным комитетом Совета Первого Всебелорусского съезда 21 февраля 1918 года в Минске. Она призвала белорусский народ реализовать своё право на полное самоопределение, а национальные меньшинства — на национальную и личную автономию.
Микрофильмированный оригинал акта хранится в 325-м фонде Национального архива РБ.

## Предыстория
Стремительное наступление немецких войск, начавшееся 16 февраля 1918 года, вынудило Облисполком и СНК Западной области и фронта в ночь на 19 февраля 1918 года эвакуироваться из Минска в Смоленск. Это позволило выйти из подполья Исполкому Совета Всебелорусского съезда, которые в своём Приказе № 1 от 19 февраля объявил, что «взял власть в свои руки». Члены Центральной Белорусской военной рады (ЦБВР) были освобождены из тюрем, а один из них, Константин Езовитов, был назначен комендантом Минска с приказом навести порядок в городе. В Минске было введено военное положение в соответствии с пунктом 2 приказа Исполкома. В то же время в Минске активизировалась Польская военная организация.

## Принятие грамоты
21 февраля Исполнительный совет Всебелорусского съезда обратился к народам Белоруссии с Первой уставной грамотой, в которой отмечалось: «Новый грозный момент переживает наша родина. Бывшая в крае власть бесследно ушла. Ныне мы стоим перед возможным занятием края немецкими армиями». Первая уставная грамота призывала белорусский народ реализовать своё право на «полное самоопределение», а национальные меньшинства — на национальную и личную автономию. Касаясь права народов на самоопределение, авторы документа утверждали, что власть в Белоруссии должна формироваться согласно волеизъявлению народов, населяющих страну. Этот принцип должен быть реализован путём демократических выборов во Всебелорусский Учредительный Сейм.
В этом документе Исполнительный комитет объявил о создании 20 февраля правительства — Народного секретариата Беларуси во главе с Я. Воронко — временного исполнительного органа народной власти, который приступил к исполнению своих обязанностей с 21 февраля. В состав секретариата входили Полута Бадунова, Язеп Воронка (председатель), Тамаш Гриб, Кастусь Езавитов, Василий Захарко, Пётр Кречевский и Аркадий Смолич.
Исполнительный комитет Совета Первого Всебелорусского съезда объявил себя временной властью Беларуси. Впервые в акте не упоминалась автономия и необходимость оставаться в составе России. Текст уставной грамоты на белорусском и русском языках был расклеен по всему Минску.

## Результаты
С 21 февраля 1918 года власть в Белоруссии находилась в руках командования германской армии. 22 февраля оно приказало польским частям покинуть Минск, а белорусским — сложить оружие. Чтобы не осложнять отношения с Россией, немцы не признали белорусское правительство, заняли резиденцию Народного секретариата, реквизировали его имущество, сняли белорусские национальные флаги со зданий и запретили правительственным чиновникам покидать город. Однако в конце февраля между Секретариатом и немецкой военной администрацией состоялись переговоры, в результате которых оккупанты признали правительство Воронко представителем белорусского населения. Немцы разрешили Секретариату вести легальную деятельность на территории Минщины, главным образом в сфере местного управления, образования и издательского дела.
3 марта 1918 года Германская империя и Советская Россия заключили Брестский мир, по которому северо-западная часть Белоруссии отходили к Германии, часть страны на юг от Полесской железной дороги передавалась Украине, а остальные белорусские земли рассматривались как территория России.. Кроме того, немцы пообещали большевикам не признавать никаких государств на оккупированных территориях, объявивших о своей независимости после 3 марта 1918 года. Народный секретариат и Исполком Совета Всебелорусского съезда также не были признаны заседавшими в Минске немецкими властями. В ответ на это Исполком Совета Всебелорусского съезда 9 марта 1918 года принял Вторую уставную грамоту. Следующим шагом стало провозглашение независимости Белорусской Народной Республики 25 марта 1918 года.